# Eleições legislativas portuguesas de 2025 no distrito de Setúbal
| Eleições legislativas portuguesas de 2025 Distritos: Aveiro \| Beja \| Braga \| Bragança \| Castelo Branco \| Coimbra \| Évora \| Faro \| Guarda \| Leiria \| Lisboa \| Portalegre \| Porto \| Santarém \| Setúbal \| Viana do Castelo \| Vila Real \| Viseu \| Açores \| Madeira \| Estrangeiro |

## Resultados por concelho
Os resultados nos concelhos do Distrito de Setúbal foram os seguintes:

### Alcácer do Sal
| Partido                 | Partido                                         | Votos | %               | +/-  |
| ----------------------- | ----------------------------------------------- | ----- | --------------- | ---- |
|                         | Partido Socialista                              | 1 884 | 31,22 / 100,00  | 6,10 |
|                         | Chega                                           | 1 363 | 22,58 / 100,00  | 6,22 |
|                         | AD - Coligação PSD/CDS                          | 1 029 | 17,05 / 100,00  | 4,34 |
|                         | Coligação Democrática Unitária (PCP-PEV)        | 857   | 14,20 / 100,00  | 2,61 |
|                         | Livre                                           | 206   | 3,41 / 100,00   | 1,45 |
|                         | Bloco de Esquerda                               | 158   | 2,62 / 100,00   | 2,47 |
|                         | Iniciativa Liberal                              | 140   | 2,32 / 100,00   | 0,20 |
|                         | Partido Comunista dos Trabalhadores Portugueses | 83    | 1,38 / 100,00   | 0,22 |
|                         | Outros (com menos de 1,00%)                     | 164   | 2,72 / 100,00   |      |
| Votos Inválidos         | Votos Inválidos                                 | 151   | 2,50 / 100,00   | 0,23 |
| Total                   | Total                                           | 6 035 | 100,00 / 100,00 |      |
| Eleitorado/Participação | Eleitorado/Participação                         | 9 846 | 61,29 / 100,00  | 4,16 |

### Alcochete
| Partido                 | Partido                                  | Votos  | %               | +/-  |
| ----------------------- | ---------------------------------------- | ------ | --------------- | ---- |
|                         | AD - Coligação PSD/CDS                   | 2 893  | 25,76 / 100,00  | 3,23 |
|                         | Chega                                    | 2 840  | 25,29 / 100,00  | 4,94 |
|                         | Partido Socialista                       | 2 352  | 20,94 / 100,00  | 5,85 |
|                         | Iniciativa Liberal                       | 898    | 8,00 / 100,00   | 0,63 |
|                         | Livre                                    | 767    | 6,83 / 100,00   | 2,08 |
|                         | Coligação Democrática Unitária (PCP-PEV) | 582    | 5,18 / 100,00   | 0,76 |
|                         | Bloco de Esquerda                        | 253    | 2,25 / 100,00   | 2,88 |
|                         | Pessoas–Animais–Natureza                 | 168    | 1,50 / 100,00   | 0,68 |
|                         | Outros (com menos de 1,00%)              | 229    | 2,04 / 100,00   |      |
| Votos Inválidos         | Votos Inválidos                          | 249    | 2,22 / 100,00   | 0,07 |
| Total                   | Total                                    | 11 230 | 100,00 / 100,00 |      |
| Eleitorado/Participação | Eleitorado/Participação                  | 15 620 | 71,90 / 100,00  | 2,21 |

### Almada
| Partido                 | Partido                                  | Votos   | %               | +/-  |
| ----------------------- | ---------------------------------------- | ------- | --------------- | ---- |
|                         | Partido Socialista                       | 25 800  | 26,28 / 100,00  | 5,77 |
|                         | AD - Coligação PSD/CDS                   | 22 480  | 22,90 / 100,00  | 3,56 |
|                         | Chega                                    | 21 153  | 21,54 / 100,00  | 4,70 |
|                         | Livre                                    | 7 109   | 7,24 / 100,00   | 1,92 |
|                         | Coligação Democrática Unitária (PCP-PEV) | 6 594   | 6,72 / 100,00   | 0,25 |
|                         | Iniciativa Liberal                       | 5 831   | 5,94 / 100,00   | 0,27 |
|                         | Bloco de Esquerda                        | 2 756   | 2,81 / 100,00   | 3,21 |
|                         | Pessoas–Animais–Natureza                 | 2 082   | 2,12 / 100,00   | 0,59 |
|                         | Outros (com menos de 1,00%)              | 2 295   | 2,34 / 100,00   |      |
| Votos Inválidos         | Votos Inválidos                          | 2 082   | 2,12 / 100,00   | 0,09 |
| Total                   | Total                                    | 98 182  | 100,00 / 100,00 |      |
| Eleitorado/Participação | Eleitorado/Participação                  | 150 868 | 65,08 / 100,00  | 1,90 |

### Barreiro
| Partido                 | Partido                                  | Votos  | %               | +/-  |
| ----------------------- | ---------------------------------------- | ------ | --------------- | ---- |
|                         | Partido Socialista                       | 13 416 | 30,21 / 100,00  | 7,15 |
|                         | Chega                                    | 10 516 | 23,68 / 100,00  | 6,43 |
|                         | AD - Coligação PSD/CDS                   | 7 175  | 16,16 / 100,00  | 3,45 |
|                         | Coligação Democrática Unitária (PCP-PEV) | 4 528  | 10,20 / 100,00  | 0,70 |
|                         | Livre                                    | 2 668  | 6,01 / 100,00   | 1,70 |
|                         | Iniciativa Liberal                       | 1 878  | 4,23 / 100,00   | 0,24 |
|                         | Bloco de Esquerda                        | 1 228  | 2,77 / 100,00   | 3,36 |
|                         | Pessoas–Animais–Natureza                 | 862    | 1,94 / 100,00   | 0,55 |
|                         | Outros (com menos de 1,00%)              | 1 192  | 2,67 / 100,00   |      |
| Votos Inválidos         | Votos Inválidos                          | 947    | 2,13 / 100,00   | 0,06 |
| Total                   | Total                                    | 44 410 | 100,00 / 100,00 |      |
| Eleitorado/Participação | Eleitorado/Participação                  | 67 786 | 65,52 / 100,00  | 2,18 |

### Grândola
| Partido                 | Partido                                         | Votos  | %               | +/-  |
| ----------------------- | ----------------------------------------------- | ------ | --------------- | ---- |
|                         | Partido Socialista                              | 1 919  | 26,07 / 100,00  | 5,56 |
|                         | Chega                                           | 1 882  | 25,56 / 100,00  | 6,04 |
|                         | AD - Coligação PSD/CDS                          | 1 496  | 20,32 / 100,00  | 4,27 |
|                         | Coligação Democrática Unitária (PCP-PEV)        | 860    | 11,68 / 100,00  | 0,88 |
|                         | Livre                                           | 289    | 3,93 / 100,00   | 1,19 |
|                         | Iniciativa Liberal                              | 252    | 3,42 / 100,00   | 0,11 |
|                         | Bloco de Esquerda                               | 196    | 2,66 / 100,00   | 3,78 |
|                         | Pessoas–Animais–Natureza                        | 100    | 1,36 / 100,00   | 0,40 |
|                         | Partido Comunista dos Trabalhadores Portugueses | 85     | 1,15 / 100,00   | 0,28 |
|                         | Alternativa Democrática Nacional                | 80     | 1,09 / 100,00   | 0,28 |
|                         | Outros (com menos de 1,00%)                     | 44     | 0,60 / 100,00   |      |
| Votos Inválidos         | Votos Inválidos                                 | 159    | 2,16 / 100,00   | 0,27 |
| Total                   | Total                                           | 7 362  | 100,00 / 100,00 |      |
| Eleitorado/Participação | Eleitorado/Participação                         | 11 709 | 62,87 / 100,00  | 1,87 |

### Moita
| Partido                 | Partido                                  | Votos  | %               | +/-  |
| ----------------------- | ---------------------------------------- | ------ | --------------- | ---- |
|                         | Chega                                    | 11 608 | 31,75 / 100,00  | 8,95 |
|                         | Partido Socialista                       | 9 328  | 25,51 / 100,00  | 8,31 |
|                         | AD - Coligação PSD/CDS                   | 5 324  | 14,56 / 100,00  | 3,92 |
|                         | Coligação Democrática Unitária (PCP-PEV) | 3 865  | 10,57 / 100,00  | 0,65 |
|                         | Livre                                    | 1 529  | 4,18 / 100,00   | 0,89 |
|                         | Iniciativa Liberal                       | 1 383  | 3,78 / 100,00   | 0,10 |
|                         | Bloco de Esquerda                        | 1 114  | 3,05 / 100,00   | 3,49 |
|                         | Pessoas–Animais–Natureza                 | 681    | 1,86 / 100,00   | 0,66 |
|                         | Outros (com menos de 1,00%)              | 1 042  | 2,86 / 100,00   |      |
| Votos Inválidos         | Votos Inválidos                          | 686    | 1,88 / 100,00   | 0,26 |
| Total                   | Total                                    | 36 560 | 100,00 / 100,00 |      |
| Eleitorado/Participação | Eleitorado/Participação                  | 59 138 | 61,82 / 100,00  | 1,63 |

### Montijo
| Partido                 | Partido                                  | Votos  | %               | +/-  |
| ----------------------- | ---------------------------------------- | ------ | --------------- | ---- |
|                         | Chega                                    | 9 053  | 31,41 / 100,00  | 6,61 |
|                         | AD - Coligação PSD/CDS                   | 6 835  | 23,72 / 100,00  | 2,93 |
|                         | Partido Socialista                       | 5 962  | 20,69 / 100,00  | 6,26 |
|                         | Iniciativa Liberal                       | 1 989  | 6,90 / 100,00   | 0,40 |
|                         | Livre                                    | 1 514  | 5,25 / 100,00   | 1,58 |
|                         | Coligação Democrática Unitária (PCP-PEV) | 1 119  | 3,88 / 100,00   | 0,52 |
|                         | Bloco de Esquerda                        | 616    | 2,14 / 100,00   | 3,19 |
|                         | Pessoas–Animais–Natureza                 | 496    | 1,72 / 100,00   | 0,60 |
|                         | Outros (com menos de 1,00%)              | 668    | 2,30 / 100,00   |      |
| Votos Inválidos         | Votos Inválidos                          | 568    | 1,98 / 100,00   | 0,12 |
| Total                   | Total                                    | 28 820 | 100,00 / 100,00 |      |
| Eleitorado/Participação | Eleitorado/Participação                  | 44 889 | 64,20 / 100,00  | 1,71 |

### Palmela
| Partido                 | Partido                                  | Votos  | %               | +/-  |
| ----------------------- | ---------------------------------------- | ------ | --------------- | ---- |
|                         | Chega                                    | 12 058 | 30,30 / 100,00  | 6,52 |
|                         | Partido Socialista                       | 8 442  | 21,21 / 100,00  | 6,04 |
|                         | AD - Coligação PSD/CDS                   | 8 412  | 21,14 / 100,00  | 3,80 |
|                         | Livre                                    | 2 414  | 6,07 / 100,00   | 1,59 |
|                         | Iniciativa Liberal                       | 2 384  | 5,99 / 100,00   | 0,21 |
|                         | Coligação Democrática Unitária (PCP-PEV) | 2 262  | 5,68 / 100,00   | 0,76 |
|                         | Bloco de Esquerda                        | 1 050  | 2,64 / 100,00   | 3,74 |
|                         | Pessoas–Animais–Natureza                 | 808    | 2,03 / 100,00   | 0,72 |
|                         | Outros (com menos de 1,00%)              | 1 038  | 2,61 / 100,00   |      |
| Votos Inválidos         | Votos Inválidos                          | 1 933  | 2,34 / 100,00   | 0,04 |
| Total                   | Total                                    | 39 801 | 100,00 / 100,00 |      |
| Eleitorado/Participação | Eleitorado/Participação                  | 59 628 | 66,75 / 100,00  | 1,47 |

### Santiago do Cacém
| Partido                 | Partido                                         | Votos  | %               | +/-  |
| ----------------------- | ----------------------------------------------- | ------ | --------------- | ---- |
|                         | Partido Socialista                              | 3 839  | 25,08 / 100,00  | 5,34 |
|                         | Chega                                           | 3 685  | 24,07 / 100,00  | 5,90 |
|                         | AD - Coligação PSD/CDS                          | 3 564  | 23,28 / 100,00  | 4,57 |
|                         | Coligação Democrática Unitária (PCP-PEV)        | 1 455  | 9,50 / 100,00   | 0,93 |
|                         | Livre                                           | 725    | 4,74 / 100,00   | 1,57 |
|                         | Iniciativa Liberal                              | 578    | 3,78 / 100,00   | 0,51 |
|                         | Bloco de Esquerda                               | 428    | 2,80 / 100,00   | 3,51 |
|                         | Pessoas–Animais–Natureza                        | 201    | 1,31 / 100,00   | 0,57 |
|                         | Partido Comunista dos Trabalhadores Portugueses | 171    | 1,12 / 100,00   | 0,34 |
|                         | Outros (com menos de 1,00%)                     | 285    | 1,86 / 100,00   |      |
| Votos Inválidos         | Votos Inválidos                                 | 378    | 2,47 / 100,00   | 0,44 |
| Total                   | Total                                           | 15 309 | 100,00 / 100,00 |      |
| Eleitorado/Participação | Eleitorado/Participação                         | 23 896 | 64,07 / 100,00  | 2,00 |

### Seixal
| Partido                 | Partido                                  | Votos   | %               | +/-  |
| ----------------------- | ---------------------------------------- | ------- | --------------- | ---- |
|                         | Chega                                    | 25 136  | 26,02 / 100,00  | 5,59 |
|                         | Partido Socialista                       | 24 673  | 25,54 / 100,00  | 6,28 |
|                         | AD - Coligação PSD/CDS                   | 20 268  | 20,98 / 100,00  | 4,13 |
|                         | Coligação Democrática Unitária (PCP-PEV) | 6 869   | 6,92 / 100,00   | 0,51 |
|                         | Iniciativa Liberal                       | 5 712   | 5,91 / 100,00   | 0,15 |
|                         | Livre                                    | 5 576   | 5,77 / 100,00   | 1,58 |
|                         | Bloco de Esquerda                        | 2 365   | 2,45 / 100,00   | 3,04 |
|                         | Pessoas–Animais–Natureza                 | 1 757   | 1,82 / 100,00   | 0,86 |
|                         | Outros (com menos de 1,00%)              | 2 318   | 2,41 / 100,00   |      |
| Votos Inválidos         | Votos Inválidos                          | 2 123   | 2,20 / 100,00   | 0,07 |
| Total                   | Total                                    | 96 617  | 100,00 / 100,00 |      |
| Eleitorado/Participação | Eleitorado/Participação                  | 146 474 | 65,96 / 100,00  | 1,52 |

### Sesimbra
| Partido                 | Partido                                  | Votos  | %               | +/-  |
| ----------------------- | ---------------------------------------- | ------ | --------------- | ---- |
|                         | Chega                                    | 9 525  | 31,01 / 100,00  | 5,98 |
|                         | Partido Socialista                       | 6 847  | 22,29 / 100,00  | 5,89 |
|                         | AD - Coligação PSD/CDS                   | 6 570  | 21,39 / 100,00  | 4,33 |
|                         | Iniciativa Liberal                       | 1 750  | 5,70 / 100,00   | 0,10 |
|                         | Livre                                    | 1 658  | 5,40 / 100,00   | 1,13 |
|                         | Coligação Democrática Unitária (PCP-PEV) | 1 546  | 5,03 / 100,00   | 0,93 |
|                         | Bloco de Esquerda                        | 755    | 2,46 / 100,00   | 3,16 |
|                         | Pessoas–Animais–Natureza                 | 568    | 1,85 / 100,00   | 0,88 |
|                         | Outros (com menos de 1,00%)              | 812    | 2,65 / 100,00   |      |
| Votos Inválidos         | Votos Inválidos                          | 680    | 2,22 / 100,00   | 0,04 |
| Total                   | Total                                    | 30 711 | 100,00 / 100,00 |      |
| Eleitorado/Participação | Eleitorado/Participação                  | 46 548 | 65,98 / 100,00  | 2,47 |

### Setúbal
| Partido                 | Partido                                  | Votos   | %               | +/-  |
| ----------------------- | ---------------------------------------- | ------- | --------------- | ---- |
|                         | Chega                                    | 18 825  | 27,28 / 100,00  | 6,49 |
|                         | Partido Socialista                       | 16 610  | 24,07 / 100,00  | 5,84 |
|                         | AD - Coligação PSD/CDS                   | 15 535  | 22,51 / 100,00  | 3,77 |
|                         | Coligação Democrática Unitária (PCP-PEV) | 4 064   | 5,89 / 100,00   | 0,60 |
|                         | Iniciativa Liberal                       | 3 961   | 5,74 / 100,00   | 0,15 |
|                         | Livre                                    | 3 862   | 5,60 / 100,00   | 1,35 |
|                         | Bloco de Esquerda                        | 1 880   | 2,72 / 100,00   | 3,75 |
|                         | Pessoas–Animais–Natureza                 | 1 322   | 1,92 / 100,00   | 0,68 |
|                         | Outros (com menos de 1,00%)              | 1 526   | 2,22 / 100,00   |      |
| Votos Inválidos         | Votos Inválidos                          | 1 426   | 2,07 / 100,00   | 0,15 |
| Total                   | Total                                    | 69 011  | 100,00 / 100,00 |      |
| Eleitorado/Participação | Eleitorado/Participação                  | 106 385 | 64,87 / 100,00  | 1,12 |

### Sines
| Partido                 | Partido                                  | Votos  | %               | +/-  |
| ----------------------- | ---------------------------------------- | ------ | --------------- | ---- |
|                         | Chega                                    | 1 925  | 26,85 / 100,00  | 6,62 |
|                         | Partido Socialista                       | 1 607  | 22,42 / 100,00  | 7,99 |
|                         | AD - Coligação PSD/CDS                   | 1 600  | 22,32 / 100,00  | 6,10 |
|                         | Coligação Democrática Unitária (PCP-PEV) | 535    | 7,46 / 100,00   | 0,62 |
|                         | Livre                                    | 383    | 5,34 / 100,00   | 1,87 |
|                         | Iniciativa Liberal                       | 301    | 4,20 / 100,00   | 0,36 |
|                         | Bloco de Esquerda                        | 269    | 3,75 / 100,00   | 4,17 |
|                         | Pessoas–Animais–Natureza                 | 132    | 1,84 / 100,00   | 0,54 |
|                         | Alternativa Democrática Nacional         | 95     | 1,33 / 100,00   | 0,40 |
|                         | Outros (com menos de 1,00%)              | 143    | 2,00 / 100,00   |      |
| Votos Inválidos         | Votos Inválidos                          | 179    | 2,50 / 100,00   | 0,33 |
| Total                   | Total                                    | 7 169  | 100,00 / 100,00 |      |
| Eleitorado/Participação | Eleitorado/Participação                  | 11 939 | 60,05 / 100,00  | 1,66 |

## Lista de Deputados Eleitos
A lista apresentada é conforme a aplicação do Método D'Hondt:
| N.º | Nome                                            | Partido | Partido            | Partido                              | Quociente  |
| --- | ----------------------------------------------- | ------- | ------------------ | ------------------------------------ | ---------- |
| 1   | Rita Matias                                     |         | Chega              | Chega                                | 129569     |
| 2   | António Manuel Veiga dos Santos Mendonça Mendes |         | Partido Socialista | Partido Socialista                   | 122679     |
| 3   | Teresa Morais                                   |         |                    | AD - Coligação PSD/CDS (PPD/PSD)     | 103181     |
| 4   | Patrícia Alexandra Martins de Carvalho          |         | Chega              | Chega                                | 64784,5    |
| 5   | Euridíce Maria de Sousa Pereira                 |         | Partido Socialista | Partido Socialista                   | 61339,5    |
| 6   | Paulo Jorge Simões Ribeiro                      |         |                    | AD - Coligação PSD/CDS (PPD/PSD)     | 51590,5    |
| 7   | Nuno Miguel da Costa Gabriel                    |         | Chega              | Chega                                | 43189,6667 |
| 8   | André Alexandre Pinotes Batista                 |         | Partido Socialista | Partido Socialista                   | 40893      |
| 9   | Paula Santos                                    |         |                    | Coligação Democrática Unitária (PCP) | 34956      |
| 10  | Bruno Jorge Viegas Vitorino                     |         |                    | AD - Coligação PSD/CDS (PPD/PSD)     | 34393,6667 |
| 11  | Daniel Madeira Caetano Batista Teixeira         |         | Chega              | Chega                                | 32392,25   |
| 12  | Margarida Alexandre do Nascimento Afonso        |         | Partido Socialista | Partido Socialista                   | 30669,75   |
| 13  | Paulo Muacho                                    |         | Livre              | Livre                                | 28700      |
| 14  | Joana Rita Madaleno Cordeiro                    |         | Iniciativa Liberal | Iniciativa Liberal                   | 27057      |
| 15  | Cláudia Sofia Sebastião Estêvão                 |         | Chega              | Chega                                | 25913,8    |
| 16  | Sónia dos Reis                                  |         |                    | AD - Coligação PSD/CDS (PPD/PSD)     | 25795,25   |
| 17  | Carlos Pereira                                  |         | Partido Socialista | Partido Socialista                   | 24535,8    |
| 18  | Ricardo Lopes Reis                              |         | Chega              | Chega                                | 21594,8333 |
| 19  | António Pedro Roque da Visitação Oliveira       |         |                    | AD - Coligação PSD/CDS (PPD/PSD)     | 20636,2    |